# Ch'oe Ch'ung-hǒn
Ch'oe Ch'ung-hǒn (hangeul : 최충헌 ; hanja : 崔忠獻 ; RR : Choe Chung-heon), est un chef militaire coréen né en 1149 et mort le 29 octobre 1219. C'est l'un des chefs du Régime militaire du Koryŏ, le premier de la famille Ch'oe, et règne de 1196 à 1219.